# Janus Rasmussen
Janus Rasmussen (2 giugno 1965) è un ex calciatore faroese, di ruolo difensore.

## Carriera

### Nazionale
Ha collezionato 10 presenze con la propria Nazionale.